# الرهبنة في الإمبراطورية البيزنطية

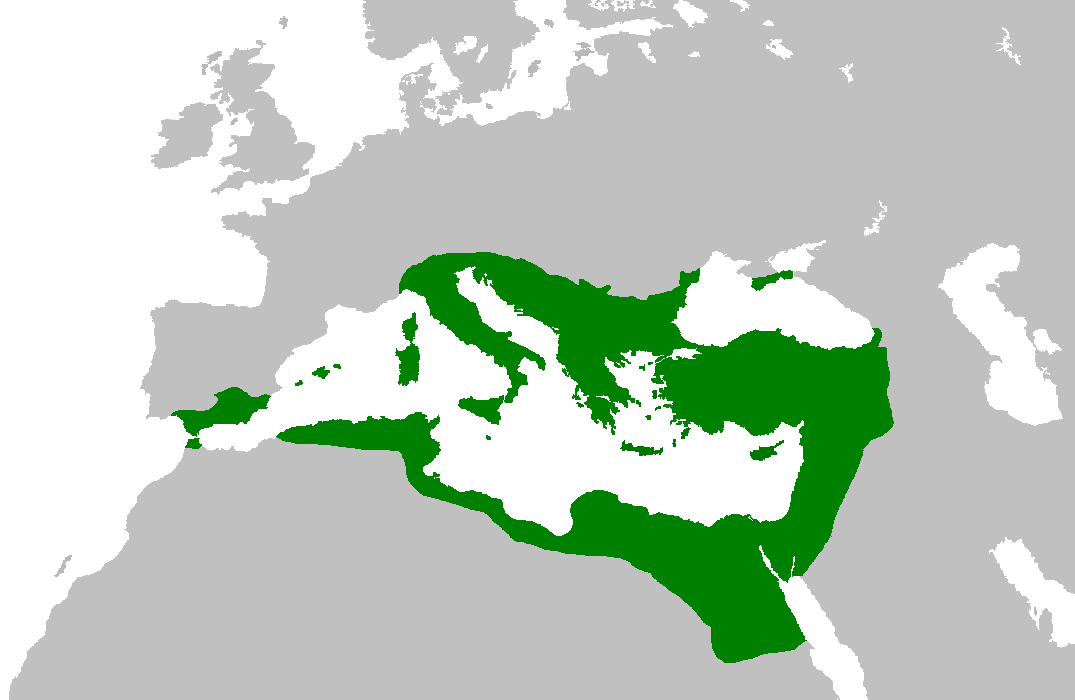
الإمبراطورية في أقصى اتساعها في عهد جستنيان عام 550.

كانت الرهبنة واحدة من أهم أجزاء الإمبراطورية البيزنطية، التي أثرت على الحياة اليومية لكل رجل بيزنطي تقريبا. ظهرت الرهبانية المسيحية لأول مرة على أراضي الإمبراطورية الرومانية في نهاية القرن الثالث في مصر. في النصف الأول من القرن الرابع، كان هناك شكلان رئيسيان للرهبنة، الرهبانية النجمية والسينمائية. هيرميتس، على غرار أنطونيوس الكبير، سعى إلى تحقيق الخلاص الفردي من خلال الزهد. في الأديرة التي نشأت في صعيد مصر، بعد التصوير السينمائي لبخوميا الكبير، عاش الرهبان وعملوا معا وقدموا نذر الطاعة إلى رئيس الدير. وكانت الأديرة القائمة على هذا المبدأ تتألف من مئات أو حتى آلاف الرهبان. من مصر، سقطت الرهبانية في سوريا وفلسطين. في الأناضول، جعل باسل الكبير قواعد الرهبانية، التي شكلت الأساس للمواثيق في وقت لاحق - تيبيكون. ومن سمات الرهبنة البيزنطية، بالمقارنة مع الغرب، هو غياب الأوامر الرهبانية. بدلا من ذلك، كان كل دير -تيبيكون- الخاصة به، وفقا لقواعد فاسيلي أو الوثائق المستمدة منها. التفضيل الذي قدمه الريحان للرهبنة الساخرة قبل الزهد، وإدانة الأشكال المتطرفة من الزهد سلفا شعبية لاحقة من الرهبنة الحضرية. في نهاية القرن الرابع تم تأسيس الدير الأول في القسطنطينية، وبعد ذلك بدأ عددهم في النمو بسرعة. كان نموذج التقليد في الفترة البيزنطية الوسطى والفاخرة هو دير موسكو ستوديت، الذي كان راهبته في الرأي العام الوصي الرئيسي على الإيمان الحقيقي خلال القرنين الثامن حتى العاشر.
كرَّس الأباطرة البيزنطيون اهتماما كبيرا لتنظيم الحياة الرهبانية. اعتمد الإمبراطور جستنيان الأول القوانين التي تنظم ليس فقط الأنشطة الاقتصادية للأديرة، ولكن أيضا هيكلها الداخلي. وبفضل التبرعات التي قدمها الأباطرة والأفراد، تراكمت الأديرة في مساحات ضخمة من الأراضي. وإدراكا للأثر السلبي لهذه الظاهرة، فإن محاولات تقييد ملكية الأراضي الرهبانية كانت تقوم بها جميع الأباطرة تقريبا، بدءا من القرن الثامن. منذ القرن التاسع عشر أصبحت الرهبنة ظاهرة جماهيرية. بالإضافة إلى أكبر الأديرة، التي حظيت بدعم من العائلة الإمبراطورية والارستقراطية العليا، كان هناك عدد كبير من الأديرة الصغيرة التي لا يعيش فيها أكثر من ثلاثة رهبان. في القرن الثاني عشر، بدأت الرهبانية تظهر علامات التدهور الأخلاقي، والتي نتجت عن فترة طويلة من الازدهار المادي. أدى سقوط القسطنطينية في عام 1204 إلى إحياء الرهبنة، التي ينظر إليها في الدول اليونانية كعنصر أساسي من عناصر الهوية البيزنطية. مع استعادة الإمبراطورية البيزنطية في عام 1261، بدأت نزاعات جديدة حول المثل العليا الرهبانية والروحانية المسيحية، وبلغت ذروتها في حركة هيسيكاست في القرن ال الرابع عشر بقيادة غريغوري بالاماس.
وكانت أهم وظيفة للأديرة توفير ملجأ من العالم حيث يمكن للمرء أن يقود حياة الصالحين. قد تنشأ هذه الرغبة من البيزنطيين في أي عُمِر. وبالإضافة إلى ذلك، عملت الأديرة كمؤسسات خيرية، تساعد الأيتام والمسنين والمرضى وغيرهم من الفئات المحرومة من السكان. وعلى عكس الغرب، لم يكن التعليم جزءا من وظيفة الأديرة. ومع ذلك، فإن دورهم في الحياة الفكرية والثقافية للامبراطورية كان كبيرا جدا. وكان لأكبر الأديرة مخطوطات ومكتبات أعمال ذات محتوى ديني في الغالب. كان تأثير الرهبنة على تطور اللاهوت البيزنطي كبيرا.

## التاريخ
ووفقا لتصريحات أدلى بها في عام 1980 من قبل الإنجليزي سيريل مانجو، «لم يتم توثيق أي جانب آخر من جوانب الحياة البيزنطية الغنية جدا بالرهبانية... ومع ذلك، على الرغم من الكمية المفرطة للمصادر الموجودة، فإنه ليس من السهل تقديم عرض عن الرهبانية البيزنطية من حيث المفهوم اليوم ". باستثناء لعمل المؤرخ الفرنسي جان مابيلون في القرن السابع عشر، وحتى نهاية القرن التاسع عشر من البحث عن تاريخ الرهبنة الشرقية، بما في ذلك البيزنطية، لقد زودنا الكاتب اللاهوتي فيليب ماير [دي] «الموت Haupturkunden FÜR يموت Geschichte دير Athosklöster» (1894) بعد أن قام بزياراته لأديرة أثوس بعدد كبير من المصادر، مكونة من الملاحظات الفلسفية. في الجزء التحليلي لهذا العمل، وفقا للكاتب الروسي ديميتريفسكي، فإن هذا العمل يحمل بصمة من الميول الشخصية للمؤلف. في دراسة لللاهوت الألماني كارل هول "إنثوسياسموس أوند بوجوالت بيم غريتشيشن مونشتوم، أوند ستوديوم زو سيمون دير نيوين ثيولوغن" (1898) تتبعت تطور "الحماس" الديني للراهب في القرن الحادي عشر سميون اللاهوتي الجديد منذ أنتوني العظيم. وتطرقت هذه الدراسة أيضا إلى تاريخ الانضباط العمومي في الشرق.

## لمحة عن الرهبنة
النظام المسيحي يعتبر الرجل الأول الذي قبل طريقة الزهد في الحياة ((بول فيفيسكي))، وهو الذي عرض نفسه للتصوف، ربما كان ذلك في عد الإمبراطور ديكيوس (249-251)، حيث استقر في كهف في مصر. هناك عاش، وجعل لنفسه ثوب من أوراق النخيل وتغذى على ما كان يحلبه الغراب يوميا، 60 عاما. صغره المعاصر سانت أنتوني (توفي 356) الذي أصبح نموذجا لتقليد الأجيال اللاحقة من الناسك المقدسة. ولا يعرف عن حياته إلا من السيرة التي جمعها بطريرك الإسكندرية أثناسيوس (توفي 373) بعد وقت قصير من وفاة الناسك. ووفقا له، رغِبَ في العزلة، قادماً من عائلة ثرية، استقر أنتوني في قلعة مهجورة في الصحراء، حيث عاش وحده لمدة عشرين عاما، وتلقي إمدادات جديدة فقط مرتين في السنة. عندما اكتشفه أصدقائه، كان أنتوني في صحة بدنية وعقلية كاملة، منذ تلك اللحظة بدأ بشفاء بعض الحالات -طرد الشياطين وحل الخلافات- وهكذا بدأت تظهر الأديرة في الجبال العالية وفي الصحراء، حيث يقطنها من تركوا حياتهم وثرواتهم وتفرغوا لحياة الزهد.

## الرهبنة في القرن الخامس والسادس
```
في منتصف 
القرن الرابع
، عاش العديد من الرهبان في 
فلسطين
 
وسوريا
. في كابادوكيا، 
أرمينيا
 وبونتي انتشرت الرهبنة بفضل أسقف من استاثيوس من سبسطية، ثم باسيليوس قيصرية في الربع الثالث من القرن الرابع. تم الإبلاغ عن تأسيس الدير الأول في 
القسطنطينية
 في أوائل 380م، في 
تراقيا
 في 386. ومع ذلك، لم تكن هذه الظاهرة منتشرة على نطاق واسع في تلك السنوات: من أجل تسوية الدير الذي أسسه المحافظ روفين، جلبت ضواحي المدينة الرهبان من مصر الذين عادوا بعد وفاة روفين في 395 إلى وطنهم. وكان الدير المهجور من روفينيانز المحتلة من قبل المجتمعهيباتيا من بيثينيا، والتي في 406 كان عددها 30 شخصا 
[
3
]
[
4
]
 . تقدير عدد الرهبان في بيزنطة بحلول هذا الوقت غير ممكن. وبالنسبة للأديرة التي أسسها باشوميوس في 
مصر
، يستشهد أ. جونز بتقدير يقدر ب 3000 شخص في وقت وفاته في عام 346 وما لا يقل عن 7000 شخص في بداية القرن الخامس. مصادر وفقا، نيترو [أون] ، واحدة من المراكز الرئيسية للالرهبنة في مصر 5000 الرهبان يعيشون فيها. في صحراء سكايت، تقع أيضا في صحراء النيتريك، كان هناك 3,500 رهبان. البلاديوم إلينوبولسكي (توفي 420) يستشهد بأرقام لمناطق أخرى من مصر: 2000 في الإسكندرية، 1200 في أنتينوبوليس، دون احتساب 12 ديرا للمرأة. ويدعي روفين من أكويليا أن هناك 5000 رهبان يعيشون في أوكسيرينيا، ونفس العدد في محيطه، و 10,000 رهبان و 20,000 راهبة أخرى في أرسينو، ولكن هذه الأرقام لا يمكن الاعتماد عليها بالكاد. ومن المعروف أيضا عن الأديرة الكبيرة بالقرب من البحر الأحمر وفي فلسطين. جون أفسس (توفي بعد 586) تقارير عن الأديرة في بلاد ما بين النهرين وبالقرب من مدينة أميدا 
[
5
]
 .
```